# Багамские Острова на летних Олимпийских играх 1956
Багамские Острова принимали участие в Летних Олимпийских играх 1956 года в Мельбурне (Австралия) во второй раз за свою историю и завоевали одну бронзовую медаль. Это первая олимпийская медаль в истории Багамских Островов. Самым молодым спортсменом был легкоатлет Том Робинсон (18 лет и 253 дня), а самым старым — яхтсмен Дарвард Ноулз (39 лет и 25 дней).

## Медали
| Бронза |                                |                |                  |
| №      | Спортсмены                     | Вид спорта     | Дисциплина       |
| 1      | Дарвард Ноулз Слоан Фаррингтон | Парусный спорт | Класс «Звёздный» |

## Состав и результаты

### Лёгкая атлетика
Мужчины
Беговые дисциплины
| Спортсмен    | Дисциплина | Предварительный раунд | Предварительный раунд | Четвертьфиналы       | Четвертьфиналы       | Полуфиналы           | Полуфиналы           | Финал                | Финал                |
| Спортсмен    | Дисциплина | Результат             | Место                 | Результат            | Место                | Результат            | Место                | Результат            | Место                |
| ------------ | ---------- | --------------------- | --------------------- | -------------------- | -------------------- | -------------------- | -------------------- | -------------------- | -------------------- |
| Том Робинсон | 100 метров | 11.06                 | 4                     | Завершил выступление | Завершил выступление | Завершил выступление | Завершил выступление | Завершил выступление | Завершил выступление |
| Том Робинсон | 200 метров | 21.76                 | 4                     | Завершил выступление | Завершил выступление | Завершил выступление | Завершил выступление | Завершил выступление | Завершил выступление |

### Парусный спорт
| Команда                        | Класс      | Гонки | Гонки | Гонки | Гонки | Гонки | Гонки | Гонки | Чистые баллы | Финальное место |
| Команда                        | Класс      | 1     | 2     | 3     | 4     | 5     | 6     | 7     | Чистые баллы | Финальное место |
| ------------------------------ | ---------- | ----- | ----- | ----- | ----- | ----- | ----- | ----- | ------------ | --------------- |
| Кеннет Олбери                  | «Финн»     | 15    | 9     | 16    | 5     | 4     | 7     | 9     | 3182         | 9               |
| Дарвард Ноулз Слоан Фаррингтон | «Звездный» | 2     | 2     | 5     | 2     | 1     | 3     | 3     | 5223         |                 |